# Natururanreaktor
Ein Natururanreaktor ist ein Kernreaktor, der mit natürlichem, also nicht angereichertem Uran als Kernbrennstoff arbeitet.

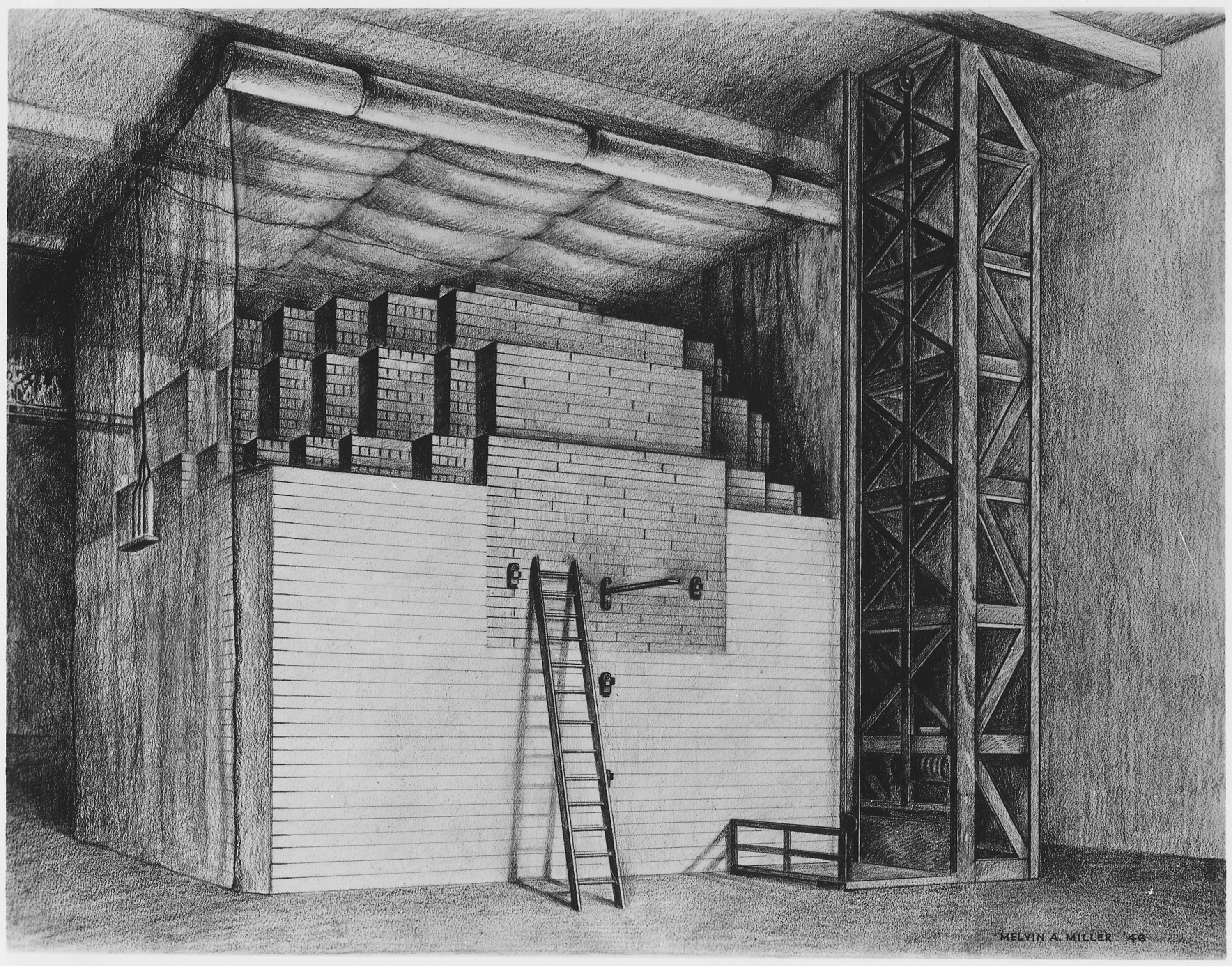
Zeichnung des Chicago Pile 1, des ersten menschengemachten Kernreaktors, mit dem 1942 Kritikalität erreicht wurde

## Verwendung
Die ersten experimentellen Versuchsreaktoren aus den 1940er und 1950er Jahren, aber auch einige kommerzielle Leistungsreaktoren, vor allem in Großbritannien, Frankreich, Kanada und Indien, verwendeten Natururan. In Deutschland wurden der Forschungsreaktor 2, das Kernkraftwerk Niederaichbach und der Mehrzweckforschungsreaktor Karlsruhe mit Natururan betrieben. Heute (2020) wird natürliches Uran zur Energiegewinnung noch in etwa 50 Reaktoren vom CANDU-Typ eingesetzt. Der indische IPHWR ist in vielerlei Hinsicht eine Weiterentwicklung des CANDUs und macht den Großteil der restlichen Natururanreaktoren, welche noch als solche in Betrieb sind, aus. Beim Kernkraftwerk Atucha sowie beim RBMK ist die ursprünglich geplante Nutzung von Natururan entweder im Designprozess oder im Laufe des Betriebs aufgegeben worden. Gründe sind verbesserte Sicherheit (RBMK) und höherer Abbrand (Atucha).

## Physikalischer Hintergrund
In natürlichem Uran liegt der Anteil des leicht spaltbaren Uran-Isotops 235U bei etwa 0,7 %. In einem Reaktor mit Natururanbrennstoff lässt sich Kritikalität, also eine selbsterhaltende Kernspaltungs-Kettenreaktion, nicht mit jeder, sondern nur mit bestimmten Moderatorsubstanzen erreichen; mit dem wirtschaftlichsten Moderator und Kühlmittel, gewöhnlichem Wasser (Leichtwasser), gelingt es nicht, weil darin zu viele Neutronen durch Absorption verloren gehen. Alle Natururanreaktoren sind daher entweder Schwerwasserreaktoren oder graphitmoderierte Reaktoren. Theoretisch wäre auch Beryllium als Moderator denkbar, ist jedoch aufgrund seines hohen Preises bisher nie zu nennenswertem Einsatz in dieser Rolle gekommen. Als Brennstoff kommt entweder reines Uranmetall (U) oder Urandioxid (UO2) zum Einsatz.
Die meisten heutigen Kernkraftwerke verwenden angereichertes Uran mit einem 235U-Anteil von 0,7 % bis 2 %, bei einigen Reaktortypen bis zu 20 %. Hochangereichertes Uran (20 % bis 93 % 235U) wird in wenigen Forschungsreaktoren, in Reaktorschiffen und in Kernwaffen eingesetzt. In „abgebrannten“ Brennelementen, wie sie aus einem Leichtwasserreaktor entnommen werden, nachdem sie dort keine ökonomisch und sicherheitstechnisch vertretbare Kettenreaktion mehr aufrechterhalten können, befindet sich ein höherer Anteil spaltbares Material als in Natururan. Dies ist in erster Linie Plutonium-239, welches jedoch aufgrund des geringeren Anteils an verzögerten Neutronen besondere Handhabung verlangt. Allerdings ist auch der Anteil an 235U auch im „abgebrannten“ Brennstoff noch höher als in natürlichem Uran. Der „klassische“ Weg, diese potentielle Energiequelle zu „recyclen“ ist die Herstellung von MOX-Brennelementen, welche sowohl Plutonium als auch Uran enthalten. Denkbar – und in Versuchen bereits praktiziert – ist aber auch die Verwendung des „reprozessierten Urans“ (der Urananteil des „abgebrannten“ Brennstoffes nach chemischer Abtrennung von Spaltprodukten, Plutonium und minoren Actinoiden) oder sogar der – gegebenenfalls geringfügig bearbeiteten oder von Neutronengiften befreiten – abgebrannten Brennelemente als solchen. Da die Voraussetzungen für einen derartigen Brennstoffkreislauf (Vorhandensein großer Mengen abgebrannten Brennstoffs aus Leichtwasserreaktoren und Verfügbarkeit von Natururanreaktoren) global erst nach dem Preisverfall des Urans in den 1970er Jahren aufgetreten ist, wird erst seit den 1990er Jahren verstärkt in diesem Bereich geforscht, da das Problem des Atommülls immer mehr Beachtung findet. Hervor getan hat sich hier vor allem Südkorea, ein Land, welches sowohl Leichtwasserreaktoren als auch Natururanreaktoren betreibt. Reprozessiertes Uran kann ebenfalls einer weiteren Anreicherung zugeführt werden, dies ist jedoch trotz des höheren 235U Gehalts wenig attraktiv, da 236U (in natürlichem Uran quasi nicht nachweisbar) und 234U (in natürlichem Uran mit einem Anteil von 55 ppm vertreten, in reprozessiertem Uran durch Anreicherung und (n,2n) Reaktionen mit höheren Anteilen verfügbar) mit dem 235U angereichert werden und die Parameter des Brennstoffs negativ beeinflussen.
Im Naturreaktor Oklo und weiteren Uranlagerstätten in Gabun fanden bereits vor etwa zwei Milliarden Jahren kritische Kernspaltungs-Kettenreaktionen mit Natururan statt. Damals lag der Anteil von 235U in natürlichem Uran bei etwa 3 %, so dass die Kritikalität auch bei Moderation mit normalem Wasser zustande kommen konnte.

## Kommerzielle Leistungsreaktoren
Die folgenden Kernkraftwerke wurden bzw. werden mit Natururan betrieben. Bei Kernkraftwerken mit mehreren Blöcken wird unter „Betriebsbeginn“ derjenige des ersten Blocks und unter „Betriebsende“ derjenige des letzten Blocks angegeben, unter „Leistung“ diejenige des leistungsstärksten Blocks.

### Magnox-Reaktoren

Schema eines Magnox-Reaktors

Magnox-Reaktoren (engl. Magnesium Alloy Graphite Moderated Gas Cooled Uranium Oxide Reactor) sind graphit-moderierte Kernreaktoren, die mit Kohlenstoffdioxid (CO2) gekühlt werden. Die Brennelemente bestehen aus Natururan in metallischer Form, das mit einer Magnesium-Aluminium-Legierung umhüllt ist.
Magnox-Reaktoren wurden in Großbritannien entwickelt und gehören zu den ersten kommerziell genutzten Kernreaktoren der Welt. Das Design wurde in 26 britischen Reaktoren sowie in zwei Kernkraftwerken in Italien und Japan verwirklicht. Heute ist kein Magnox-Reaktor mehr in Betrieb, der letzte verbleibende Reaktor wurde am Kernkraftwerk Wylfa am 30. Dezember 2015 abgeschaltet. Nordkorea hat einen Reaktor, der auf dem Magnox-Design basiert, für sein Kernwaffenprogramm zur Produktion von waffenfähigem Plutonium  verwendet.
Als Nachfolgemodell für den Magnox-Reaktor wurde in Großbritannien in den 1960er Jahren der Advanced Gas-cooled Reactor entwickelt, der jedoch auf etwa 3 % angereichertes Urandioxid als Kernbrennstoff verwendet.
| Name                | Land           | Leistung | Betriebs- beginn | Betriebs- ende | Anmerkungen |
| ------------------- | -------------- | -------- | ---------------- | -------------- | --- |
| Calder Hall 1–4     | Großbritannien | 50 MW    | Aug. 1956        | März 2003      | erstes kommerziell zur Stromerzeugung genutztes Kernkraftwerk, wurde auch zur Erzeugung von Plutonium eingesetzt |
| Chapelcross 1–4     | Großbritannien | 50 MW    | Feb. 1959        | Juni 2004      | wurde parallel zu Calder Hall gebaut und genutzt                                                                 |
| Berkeley 1–2        | Großbritannien | 138 MW   | Juni 1962        | März 1989      | erstes Kernkraftwerk in Großbritannien, das ausschließlich für kommerzielle Zwecke gebaut wurde                  |
| Bradwell 1–2        | Großbritannien | 123 MW   | Juli 1962        | März 2002      | |
| Latina              | Italien        | 153 MW   | Mai 1963         | Dez. 1987      | wurde im Zug des Atomausstiegs Italiens stillgelegt                                                              |
| Hunterston A1–A2    | Großbritannien | 150 MW   | Feb. 1964        | März 1990      | |
| Trawsfynydd 1–2     | Großbritannien | 159 MW   | Jan. 1965        | Feb. 1991      | |
| Hinkley Point A1–A2 | Großbritannien | 235 MW   | Feb. 1965        | Mai 2000       | |
| Dungeness A1–A2     | Großbritannien | 225 MW   | Juli 1965        | Dez. 2006      | |
| Tōkai               | Japan          | 159 MW   | Nov. 1965        | März 1998      | |
| Sizewell A1–A2      | Großbritannien | 210 MW   | Jan. 1966        | Dez. 2006      | |
| Oldbury A1–A2       | Großbritannien | 217 MW   | Nov. 1967        | Feb. 2012      | |
| Wylfa 1–2           | Großbritannien | 490 MW   | Jan. 1971        | Dez 2015       | |

### UNGG-Reaktoren

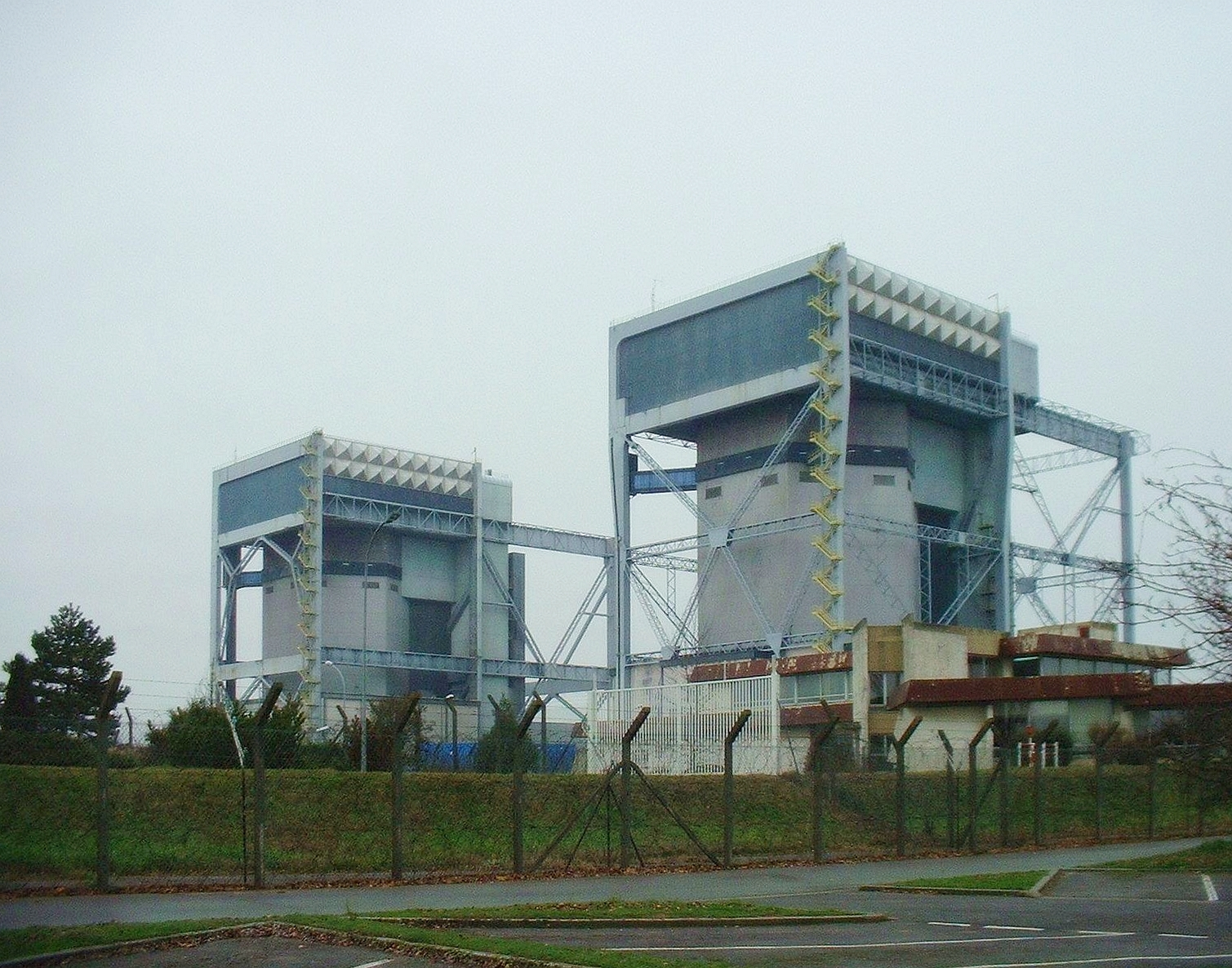
Die beiden UNGG-Reaktorblöcke im Kernkraftwerk Saint-Laurent

Die UNGG-Reaktoren (französisch Uranium Naturel Graphite Gaz), die in den 1950er und 1960er Jahren in Frankreich entwickelt wurden, waren vom Design her ähnlich aufgebaut wie die Magnox-Reaktoren und wurden mit Graphit moderiert sowie mit Kohlenstoffdioxid gekühlt. Die Brennelemente in UNGG-Reaktoren bestanden ebenfalls aus Natururan, sie wurden hier allerdings mit einer Magnesium-Zirkonium-Legierung umhüllt. UNGG-Reaktoren wurden in acht französischen Kernreaktoren und in dem spanischen Kernkraftwerk Vandellòs eingesetzt, keiner der Reaktoren ist mittlerweile mehr in Betrieb.
Das UNGG-Design wurde in Frankreich durch Druckwasserreaktoren abgelöst, die alle mit angereichertem Uran betrieben werden.
| Name                | Land       | Leistung | Betriebs- beginn | Betriebs- ende | Anmerkungen                                                   |
| ------------------- | ---------- | -------- | ---------------- | -------------- | ------------------------------------------------------------- |
| Marcoule G1–G3      | Frankreich | 40 MW    | Sep. 1956        | Juni 1984      |                                                               |
| Chinon A1–A3        | Frankreich | 360 MW   | Juni 1963        | Juni 1990      |                                                               |
| Saint-Laurent A1–A2 | Frankreich | 515 MW   | März 1969        | Mai 1992       | Störfall (INES 4)                                             |
| Bugey 1             | Frankreich | 540 MW   | Apr. 1972        | Mai 1994       |                                                               |
| Vandellòs 1         | Spanien    | 480 MW   | Mai 1972         | Juli 1990      | wurde nach einem Feuer im Oktober 1989 permanent abgeschaltet |

### CANDU-Reaktoren

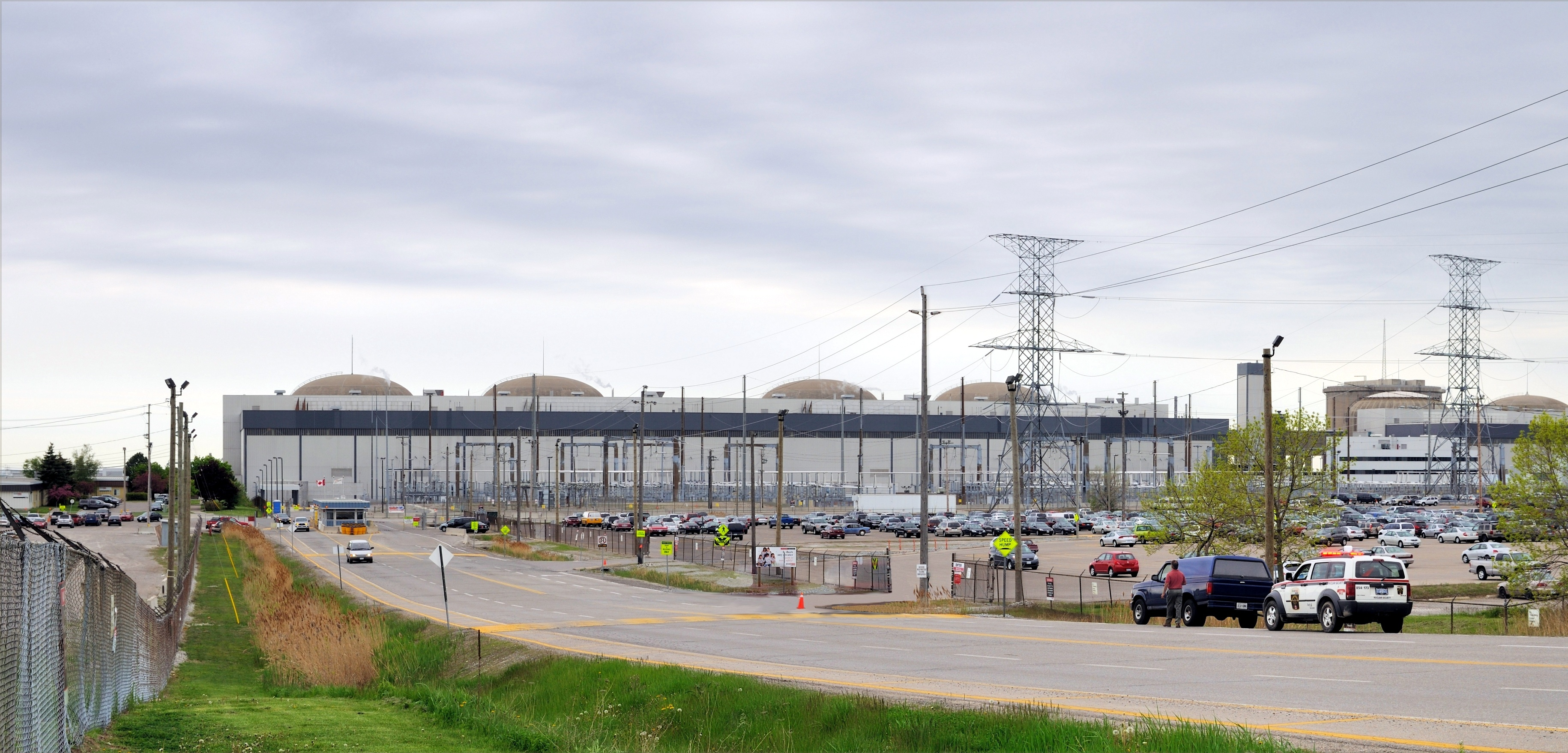
Das Kernkraftwerk Pickering mit acht CANDU-Reaktoren

→ Siehe auch: Liste der CANDU-Reaktoren
Der CANDU-Reaktor wurde in Kanada entwickelt. Hauptgrund für die Entwicklung dieses Reaktortyps war, dass Kanada nicht in der Lage war, Uran anzureichern, und die USA (als Land des Manhattan Projects) bei dieser Dual Use Technologie seinerzeit nicht zum Technologietransfer bereit waren. CANDU-Reaktoren nutzen schweres Wasser als Moderator und auch (in einem getrennten Kreislauf mit Überdruck) als Kühlmittel. Als Kernbrennstoff kann Natururan, abgebrannter Brennstoff aus einem Leichtwasserreaktor oder leicht angereichertes Uran verwendet werden.
Der Reaktortyp wird in vielen Ländern eingesetzt, vor allem in Kanada, aber auch in Argentinien, China, Pakistan, Rumänien und Südkorea. 34 der insgesamt 36 CANDU-Reaktoren sind heute noch in Betrieb.
Der Advanced CANDU Reactor ist eine Weiterentwicklung des CANDU-Designs, der leicht angereichertes Uran verwendet. Kein Reaktor dieses Typs ist jemals gebaut worden.
| Name            | Land        | Leistung | Betriebs- beginn | Betriebs- ende | Anmerkungen                                               |
| --------------- | ----------- | -------- | ---------------- | -------------- | --------------------------------------------------------- |
| Rolphton        | Kanada      | 22 MW    | Juni 1962        | Aug. 1987      | Prototyp für CANDU-Reaktoren                              |
| Douglas Point   | Kanada      | 206 MW   | Jan. 1967        | Mai 1984       | erstes kommerziell betriebenes Kernkraftwerk Kanadas      |
| Pickering 1–8   | Kanada      | 516 MW   | Apr. 1971        |                |                                                           |
| Gentilly 1–2    | Kanada      | 635 MW   | Apr. 1971        |                | Block 1 war ein Prototyp für den Siedeschwerwasserreaktor |
| Rajasthan 1     | Indien      | 90 MW    | Nov. 1972        |                |                                                           |
| Karatschi       | Pakistan    | 125 MW   | Dez. 1972        |                |                                                           |
| Bruce 1–8       | Kanada      | 822 MW   | Sep. 1976        |                |                                                           |
| Wolsong 1–4     | Südkorea    | 685 MW   | Dez. 1982        |                |                                                           |
| Point Lepreau   | Kanada      | 635 MW   | Feb. 1983        |                |                                                           |
| Embalse         | Argentinien | 600 MW   | Apr. 1983        |                |                                                           |
| Darlington 1–4  | Kanada      | 878 MW   | Jan. 1990        |                |                                                           |
| Cernavodă 1–2   | Rumänien    | 650 MW   | Juni 1996        |                | einziges Kernkraftwerk in Rumänien                        |
| Qinshan 3–1,3–2 | China       | 650 MW   | Nov. 2002        |                |                                                           |

### Weitere Schwerwasser-Druckreaktoren

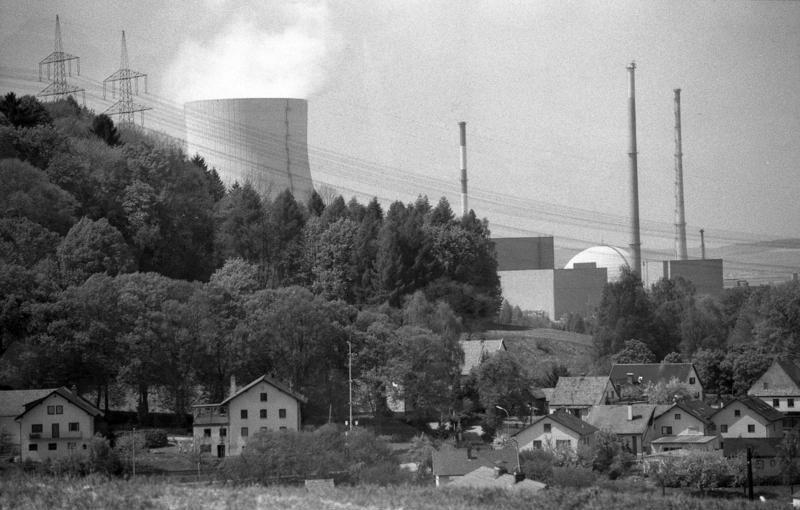
Kernkraftwerk Niederaichbach

Die meisten Kernreaktoren in Indien sind Schwerwasser-Druckreaktoren (engl. Pressurized Heavy-Water Reactor), die mit Natururan betrieben werden und auf dem CANDU-Design basieren. Alle 16 Reaktoren sind noch in Betrieb.
Ebenfalls mit Natururan betrieben wurden in Deutschland das Kernkraftwerk Niederaichbach, ein schwerwasser-moderierter Druckröhrenreaktor mit CO2-Gaskühlung, und der Mehrzweckforschungsreaktor Karlsruhe, ein mit schwerem Wasser moderierter und gekühlter Druckröhrenreaktor. Beide Anlagen sind mittlerweile stillgelegt. Der Mehrzweckforschungsreaktor diente als Prototyp für das argentinische Kernkraftwerk Atucha 1, das heute noch in Betrieb ist und mittlerweile aus Effizienzgründen leicht (zu 0,85 %) angereichertes Uran verwendet.
Der Reaktor R3 im Kernkraftwerk Ågesta in Schweden war ein Druckkesselreaktor, der als Teil der sogenannten „schwedischen Linie“ entwickelt wurde, die eine Unabhängigkeit vom Ausland durch Verwendung einheimischer, nicht angereicherter Uranbrennelemente zum Ziel hatte; die späteren schwedischen Kernkraftwerke waren jedoch Leichtwasserreaktoren, die mit angereichertem Uran betrieben wurden. Der Reaktor A1 im tschechoslowakischen Kernkraftwerk Bohunice war ein gasgekühlter Prototyp-Druckröhrenreaktor, der gemeinsam mit Russland entwickelt und ebenfalls mit Natururan betrieben wurde. Diese beiden Reaktoren sind ebenfalls mittlerweile stillgelegt.
| Name           | Land             | Leistung | Betriebs- beginn | Betriebs- ende | Anmerkungen                                            |
| -------------- | ---------------- | -------- | ---------------- | -------------- | ------------------------------------------------------ |
| Ågesta         | Schweden         | 10 MW    | Mai 1964         | Juni 1974      | erstes schwedisches Kernkraftwerk                      |
| MZFR Karlsruhe | Deutschland      | 52 MW    | Sep. 1965        | Mai 1984       | wurde auch als Forschungsreaktor genutzt               |
| Bohunice A1    | Tschechoslowakei | 93 MW    | Dez. 1972        | Mai 1979       | erstes tschechoslowakisches Kernkraftwerk              |
| Niederaichbach | Deutschland      | 100 MW   | Jan. 1973        | Juli 1974      | war nur 18 Monate in Betrieb                           |
| Atucha 1       | Argentinien      | 100 MW   | März 1974        |                | verwendet heute leicht (zu 0,85 %) angereichertes Uran |
| Rajasthan 2–6  | Indien           | 202 MW   | Nov. 1980        |                |                                                        |
| Madras 1–2     | Indien           | 202 MW   | Juli 1983        |                |                                                        |
| Narora 1–2     | Indien           | 202 MW   | Juli 1989        |                |                                                        |
| Kakrapar 1–2   | Indien           | 202 MW   | Nov. 1992        |                |                                                        |
| Kaiga 1–4      | Indien           | 202 MW   | Dez. 1999        |                |                                                        |
| Tarapur 3–4    | Indien           | 490 MW   | März 2000        |                |                                                        |

## Versuchs- und Forschungsreaktoren
Beispiele für Versuchs- und Forschungsreaktoren, die mit Natururan betrieben wurden bzw. werden, sind:

### Graphit-moderierte Reaktoren
| Name           | Land           | Leistung | Betriebs- beginn | Betriebs- ende | Anmerkungen |
| -------------- | -------------- | -------- | ---------------- | -------------- | --- |
| Chicago Pile 1 | USA            | 0,5 W    | Feb. 1942        | März 1943      | erster Kernreaktor, in dem eine kontrollierte kritische nukleare Kettenreaktion stattfand                                |
| Chicago Pile 2 | USA            | 2 W      | März 1943        | 1954           | Der Chicago Pile 1 wurde in den Red Gate Woods (erstes Argonne National Laboratory) als Chicago Pile 2 wieder aufgebaut. |
| F-1            | Russland       | 24 W     | Dez. 1946        |                | wurde sowohl mit Natururan als auch mit zu 2 % angereichertem Uran betrieben                                             |
| GLEEP          | Großbritannien | 50 W     | Aug. 1947        | Sep. 1990      | erster Kernreaktor in Westeuropa                                                                                         |
| BR-1           | Belgien        | 4 MW     | Mai 1956         |                | [ 17 ] |
| Marius         | Frankreich     | 400 W    | 1960             | Apr. 1983      | [ 18 ] |
| BEPO           | Großbritannien | 6,5 MW   | 1962             | 1968           | [ 19 ] |
| Cesar          | Frankreich     | 10 W     | Dez. 1964        | Aug. 1977      | [ 18 ] |

### Schwerwasser-moderierte Reaktoren
| Name           | Land              | Leistung | Betriebs- beginn | Betriebs- ende | Anmerkungen |
| -------------- | ----------------- | -------- | ---------------- | -------------- | --- |
| Chicago Pile 3 | USA               | 300 W    | Mai 1944         | 1954           | erster Schwerwasserreaktor |
| Haigerloch     | Deutschland       | –        | (Mrz. 1945)      | (April 1945)   | erreichte keine Kritikalität |
| ZEEP           | Kanada            | 10 W     | Sep. 1945        | Okt. 1970      | erster funktionsfähiger Kernreaktor außerhalb der Vereinigten Staaten                                                           |
| NRX            | Kanada            | 25 MW    | Juli 1947        | März 1993      | einige Jahre lang der leistungsstärkste Kernreaktor der Welt                                                                    |
| ZOÉ            | Frankreich        | 0,1 MW   | Dez. 1948        | 1974           | [ 23 ] |
| EL-2           | Frankreich        | 2 MW     | 1952             | 1965           | [ 24 ] |
| R1             | Schweden          | 0,6 MW   | Juli 1954        | 1970           | [ 25 ] |
| Aquilon        | Frankreich        | 18 MW    | 1956             | ?              | [ 24 ] |
| NRU            | Kanada            | 200 MW   | Sep. 1957        |                | wurde 1964 auf hoch angereichertes und 1991 auf schwach angereichertes Uran umgestellt                                          |
| RB             | Serbien           | 0 W      | Apr. 1958        |                | wurde später auf hochangereichertes Uran umgestellt                                                                             |
| CIRUS          | Indien            | 40 MW    | Juli 1960        |                | [ 11 ] |
| ZED-2          | Kanada            | 200 W    | Sep. 1960        |                | [ 27 ] |
| Diorit         | Schweiz           | 30 MW    | Okt. 1960        | 1977           | [ 28 ] |
| FR 2           | Deutschland       | 12 MW    | März 1961        | Dez. 1981      | erster Kernreaktor in Deutschland, der nach eigenem Konzept gebaut wurde; wurde 1966 auf schwach angereichertes Uran umgestellt |
| JRR-3          | Japan             | 10 MW    | 1962             | 1983           | [ 30 ] |
| ESSOR          | Europäische Union | 43 MW    | März 1967        | Juni 1983      | Standort war Ispra, Italien |
| TRR            | Taiwan            | 40 MW    | Jan. 1973        | 1988           | [ 31 ] |
| Dhruva         | Indien            | 100 MW   | Aug. 1985        |                | [ 11 ] |

## Militärische kerntechnische Anlagen

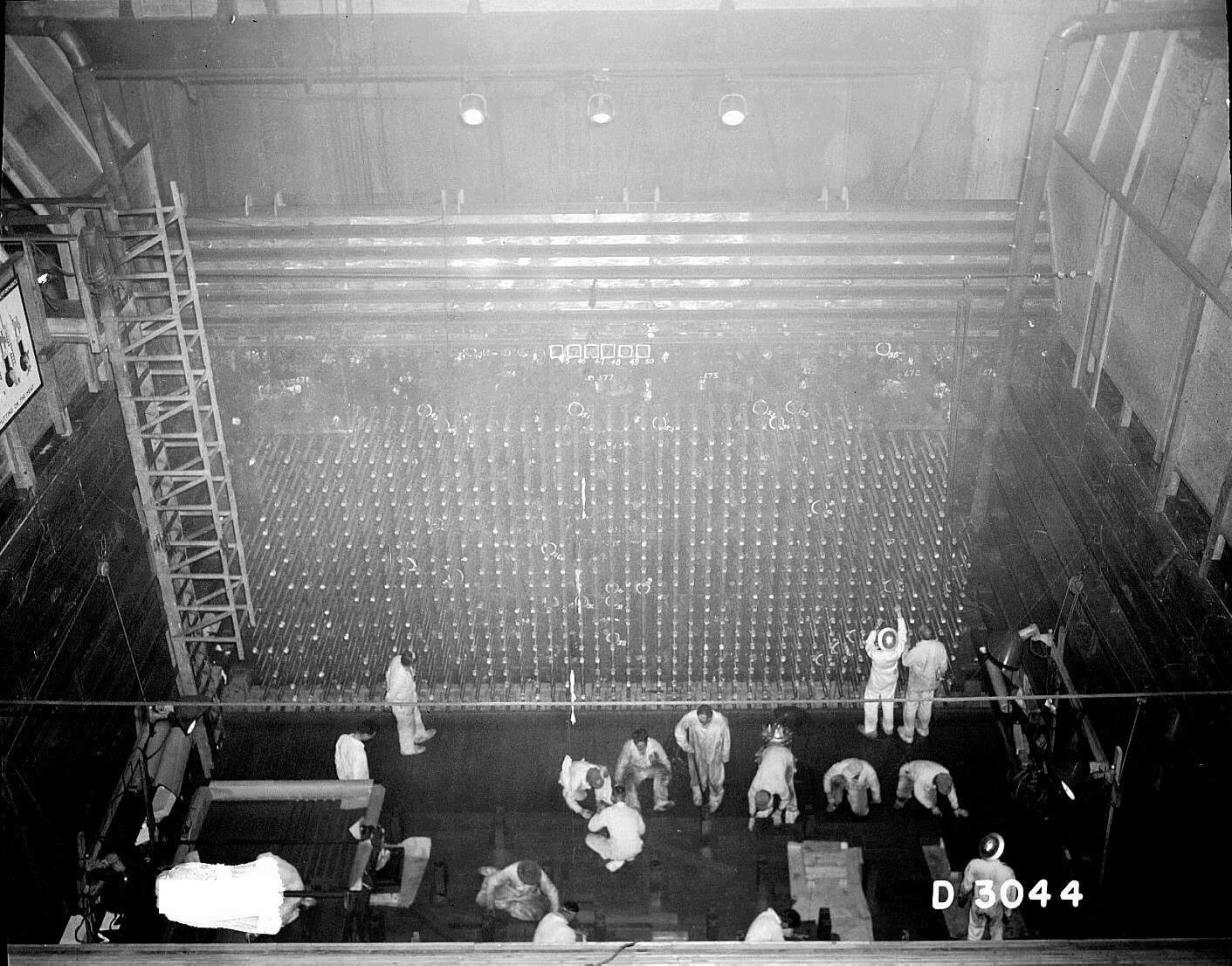
Der B-Reaktor in Hanford

Alle heutigen Atommächte (USA, Russland, Großbritannien, Frankreich und die Volksrepublik China, ferner Indien, Pakistan, Israel und Nordkorea) verwendeten zunächst Natururanreaktoren zur Produktion von waffenfähigem Plutonium. Die Infrastruktur zur Herstellung von Kernwaffen wurde in teils großangelegten Atomprogrammen geschaffen (siehe z. B. Manhattan-Projekt, Force de dissuasion nucléaire française, Sowjetisches Atombombenprojekt, Chinas erste Forschungsstation für Atomwaffen und Nordkoreanisches Kernwaffenprogramm). Die ersten dieser Reaktoren aus den 1940er und 1950er Jahren sind mittlerweile stillgelegt.
In den folgenden militärischen kerntechnischen Anlagen wurden Natururanreaktoren zur Herstellung von Plutonium eingesetzt.
| Name           | Land           | Anzahl Reaktoren | Gesamt- leistung | Betriebs- beginn | Betriebs- ende | Anmerkungen |
| -------------- | -------------- | ---------------- | ---------------- | ---------------- | -------------- | --- |
| Hanford Site   | USA            | 3                | 750 MW           | Juni 1943        | Juni 1965      | Das produzierte Plutonium wurde für die Atombombe Fat Man verwendet, die am 9. August 1945 über der japanischen Stadt Nagasaki abgeworfen wurde.                                                                                  |
| Majak          | Russland       | 7                | 63 MW            | Juni 1948        | 1990           | Am 29. September 1957 ereignete sich dort einer der drei bisher schwersten Nuklearunfälle der Geschichte. |
| Sellafield     | Großbritannien | 2                | 360 MW           | Okt. 1950        | Okt. 1957      | Die Reaktoren Pile Nr. 1 und Pile Nr. 2 wurden nach dem Windscale-Brand im Oktober 1957 stillgelegt. |
| Tomsk          | Russland       | 5                | 45 MW            | 1955             | Juni 2008      | Einer der drei Reaktoren (ADE-5) diente auch zur Strom- und Fernwärmeversorgung. |
| Marcoule       | Frankreich     | 3                | 80 MW            | Sep. 1956        | Juni 1984      | Die drei Reaktoren G1 bis G3 (s. o.) dienten auch der Stromversorgung. |
| Schelesnogorsk | Russland       | 3                | 27 MW            | Aug. 1958        | Apr. 2010      | Einer der drei Reaktoren (ADE-2) diente auch zur Strom- und Fernwärmeversorgung. |
| Bhabha         | Indien         | 2                | 140 MW           | Juli 1960        |                | Die beiden Reaktoren CIRUS und Dhruva (s. o.) sind offiziell als Forschungsreaktoren deklariert. |
| Dimona         | Israel         | 1                | 24 MW            | 1964             |                | Wurde mit französischer Hilfe baugleich zum Reaktor G1 errichtet. Die israelische Regierung hat bislang weder bestätigt noch dementiert, dass es sich dabei um eine militärische Anlage zur Herstellung von Plutonium handelt.    |
| Jiuquan        | China          | 1                | 250 MW           | Okt. 1966        |                | Der Reaktor wurde mit sowjetischer Hilfe errichtet. |
| Nyŏngbyŏn      | Nordkorea      | 1                | 25 MW            | Aug. 1985        |                | Der Experimental Power Reactor wurde ohne britische Unterstützung basierend auf den freigegebenen Bauplänen der Magnox-Reaktoren des Kernkraftwerks Calder Hall gebaut, er wurde auch zur Stromerzeugung (etwa 5 MWe) eingesetzt. |
| Khushab        | Pakistan       | 1                | 50 MW            | Apr. 1998        |                | Der Reaktor wurde unabhängig entwickelt, Saudi-Arabien finanzierte das Vorhaben mit (siehe Atomprogramm Saudi-Arabiens). |